# 2010年和歌山県知事選挙
2010年和歌山県知事選挙（ねんわかやまけんちじせんきょ）は、和歌山県の執行機関である県知事を選出するため、2010年11月28日に執行された日本の地方選挙である。

## 概要
県知事の任期4年が満了したことに伴って実施された選挙である。前回選挙で初当選した現職で自民党推薦・公明党県本部支持の仁坂吉伸に対し、前県議で国政与党である民主党と国民新党が推薦する藤本眞利子、元国労県支部長で共産党が推薦する洞佳和の二人の新人候補が挑む構図で争われた。この日行われた愛媛と沖縄を含めた3つの知事選の中で、唯一の与野党対決型の知事選挙となった。

## 基礎データ
- 告示：2010年11月11日
- 投票日：2010年11月28日
- 期日前・不在者投票期間：11月12日～11月27日
- 選挙啓発スローガン：わかやまの未来へ届くこの一票
- 選挙当日有権者数：840,933名

男性：391,378
女性：449,555

## 立候補者
| 候補者名                      | 年齢 | 所属党派 | 新旧 | 推薦・支持政党                              | 前職・経歴                                                |
| ----------------------------- | ---- | -------- | ---- | ------------------------------------------- | --------------------------------------------------------- |
| 仁坂吉伸（にさか よしのぶ）   | 60   | 無所属   | 現職 | - （推薦）自由民主党 - （支持）公明党県本部 | - 和歌山県知事（1期） - 通商産業省（現・経済産業省）勤務  |
| 藤本眞理子（ふじもと まりこ） | 56   | 無所属   | 新人 | （推薦）民主党・国民新党                    | - 前和歌山市議（2期） - 前県議（2期）                     |
| 洞佳和（ほら よしかず）       | 62   | 無所属   | 新人 | （推薦）日本共産党                          | - 元・国鉄労働組合和歌山県支部委員長 - JR西日本シニア社員 |

## 選挙結果
投票率：43.48％（投票者数：364,717名）前回比+8.25%
| 当落 | 候補者名   | 党派   | 新旧 | 得票数  | 得票率 |
| ---- | ---------- | ------ | ---- | ------- | ------ |
| 当選 | 仁坂吉伸   | 無所属 | 現職 | 259,200 | 72.1％ |
|      | 藤本眞理子 | 無所属 | 新人 | 76,051  | 21.1％ |
|      | 洞佳和     | 無所属 | 新人 | 24,467  | 6.8％  |
| 合計 | 合計       | 合計   | 合計 | 359,718 |        |

選挙の結果、現職の仁坂候補が藤本と洞の両候補に圧倒的な大差をつけて再選を果たした。なお投票率は過去最低だった前回選挙を8ポイントほど上回った。